# Macrocarpaea guttifera
Macrocarpaea guttifera är en gentianaväxtart som beskrevs av Joseph Andorfer Ewan. Macrocarpaea guttifera ingår i släktet Macrocarpaea och familjen gentianaväxter. Inga underarter finns listade i Catalogue of Life.